# Доменіко Д'Альберто
Доменіко Д'Альберто (італ. Domenico D'Alberto, 1 лютого 1907, Будапешт — ?) — італійський футболіст, що грав на позиції нападника.
Виступав, зокрема, за клуби «Кальярі» та «Рома».

## Ігрова кар'єра
Народився 1 лютого 1907 року в місті Будапешт. Мав італійське походження. В Угорщині виступав у клубі «Маглоді».
На історичну батьківщину повернувся в 1931 році, приєднавшись до команди «Кальярі», що виступала у Серії В. Незважаючи на регулярну появу досить сильних гравців, клуб переважно займав позиції в нижній частині турнірної таблиці другого дивізіону. Д'Альберто був гравцем основи і не мало забивав, як для гравця, що грав переважно крайнього нападника.
1935 року його і партнера по лінії нападу «Кальярі» Отелло Субінагі запрошує «Рома» для підсилення лави запасних. Але перед самим початком сезону клуб несподівано залишили два провідних нападники аргентинці Енріке Гвайта і Алехандро Скопеллі, а також півзахисник Андрес Станьяро, завдяки чому резервісти отримують шанс проявити себе. Через «діру» на вістрі атаки, тренер клубу Луїджі Барбезіно пробував різних гравців, серед яких і Д'Альберто. Але у Доменіко в ролі центрального нападника не все виходило, він себе краще почував на лівому фланзі нападу. Римський клуб до останнього туру боровся за перемогу в чемпіонаті, але в підсумку на одне очко відстав від «Болоньї».
У 1936 році виступав у складі «Роми» в Кубку Мітропи. В 1/8 фіналу команда в першій грі програла віденському «Рапіду» 1:3, а в матчі-відповіді вдома виграла 5:1, а Д'Альберто забив один з голів. В чвертьфіналі римський клуб поступився за сумою двох матчів празькій «Спарті» (0:3, 1:1).
У сезоні 1936/37 «Рома» невдало виступила в чемпіонаті, опустившись на 10-те місце. Доменіко в цьому сезоні грав навіть більше, ніж у попередньому — 29 матчів і 7 голів. Краще команда грала в Кубку Італії, дійшовши до фіналу. Щоправда, у самому фіналі Д'Альберто не грав, хоча виступав на попередніх стадіях і забив гол у ворота «Трієстіни» в 1/16 фіналу.
Літом 1937 року перейшов у команду «Луккезе», де зіграв лише 6 матчів і завершив кар'єру.

## Статистика виступів

### Статистика виступів у кубку Мітропи
| №                      | Розіграш               | Стадія                 | Дата та місце проведення | Команда 1              | Рахунок                                             | Команда 2      | Голи та інші дії |
| ---------------------- | ---------------------- | ---------------------- | ------------------------ | ---------------------- | --------------------------------------------------- | -------------- | ---------------- |
| 3                      | 1936                   | 1/8                    | 21.06.1936, Відень       | Рапід (Відень)         | 3:1 [Архівовано 22 березня 2017 у Wayback Machine.] | Рома           |                  |
| 4                      | 1936                   | 1/8                    | 28.06.1936, Рим          | Рома                   | 5:1 [Архівовано 21 січня 2021 у Wayback Machine.]   | Рапід (Відень) | 43'              |
| 5                      | 1936                   | 1/4                    | 4.07.1936, Прага         | Спарта (Прага)         | 3:0 [Архівовано 22 січня 2021 у Wayback Machine.]   | Рома           |                  |
| 6                      | 1936                   | 1/4                    | 12.07.1936, Рим          | Рома                   | 1:1 [Архівовано 22 січня 2021 у Wayback Machine.]   | Спарта (Прага) |                  |
| Всього у кубку Мітропи | Всього у кубку Мітропи | Всього у кубку Мітропи | Всього у кубку Мітропи   | Всього у кубку Мітропи | 4                                                   |                | 1                |

## Титули і досягнення
- Срібний призер Серії А (1):

«Рома»: 1935–1936
- Фіналіст Кубка Італії (1):

«Рома»: 1936–1937